# East West Records
East West Records är ett amerikanskt skivbolag grundat 1955 av Atlantic Records. Skivbolaget ägs idag av Warner Music Group.